# Félegyházi István
Félegyházi István (debreceni) (16. század – 17. század?) református rektor, költő.

## Élete
Félegyházi Tamás debreceni lelkész testvéröccse; előbb Debrecenben tanított; 1587. április 7-étől Wittenbergben tanult; innét haza érkezvén, Kolozsvárra ment rektornak.

## Munkái
- Epicedion in obitum theologi clarissimi… Thomae Félegyházii, qui… quievit Debreczini, anno 1586. 16. die mensis januarii… Addita sunt epitaphia quadam tum a fratre moestissimo, tum vero ab aliis quibusdam nationis Ungaricae studiosis, Vitebergae, 1587.
- Elegiae Propempticae In honorem Ervdita Pietate, Singulari Doctrina, ac laudata morum grauitate ornatissimi Viri, Dn. Iohannis Varsanii, ex inclyta Witebergensium Academia post felicem biennii spacio in studiis Theologicis et philosophicis profectum, redituri in Patriam Vngariam 8 Maii, Vitebergae, 1587.
- Félegyházi Tamás Uj Testamentuma (Debrecen, 1586.) c. munkájában Ad lectores c. és wittenbergi tanulótársához Varsányi Jánoshoz szintén latin verset irt (1587. máj.)